# رسالة فلهلم مايستر المسرحية

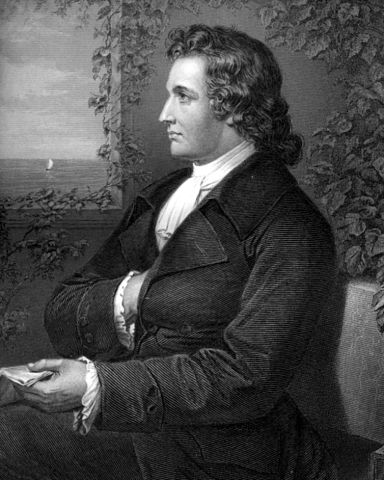
يوهان فولفغانغ فون غوته

رسالة فلهلم مايستر المسرحية (بالألمانية: Wilhelm Meisters theatralische Sendung) الرواية الثانية للأديب الألماني يوهان فولفغانغ فون غوته (1749-1832)، نشرت للمرة الأولى في عام 1785. رواية غوته الأخرى «سنوات تعلم فيلهلم مايستر» (1795) تكملة لهذه الرواية، وتبعتها «سنوات تجوال فلهلم أو الزاهدون» (1821).

## وصلات خارجية
- رسالة فلهلم مايستر المسرحية، على أرشيف الإنترنت.
- رسالة فلهلم مايستر المسرحية، على موقع أمازون.
- رسالة فلهلم مايستر المسرحية، على كتب جوجل.
- رسالة فلهلم مايستر المسرحية، على مكتبة جامعة ميشيغان.
- رسالة فلهلم مايستر المسرحية، على مكتبة جامعة ويسكونسن-ماديسون.
- رسالة فلهلم مايستر المسرحية، على مكتبة جامعة هارفارد.